# Illinois Route 157
Pour les articles homonymes, voir Route 157.
Illinois Route 157, souvent simplement appelée Route 157 est une route contourne Cahokia sur la partie sud ou ouest et Illinois Route 140 à Hamel sur la partie nord ou est. 

## Villes
- Cahokia
- East Saint Louis
- Centreville
- Caseyville
- Collinsville
- Glen Carbon
- Edwardsville
- Hamel

## Comtés
- Comté de Saint Clair
- Comté de Madison